# Bierne

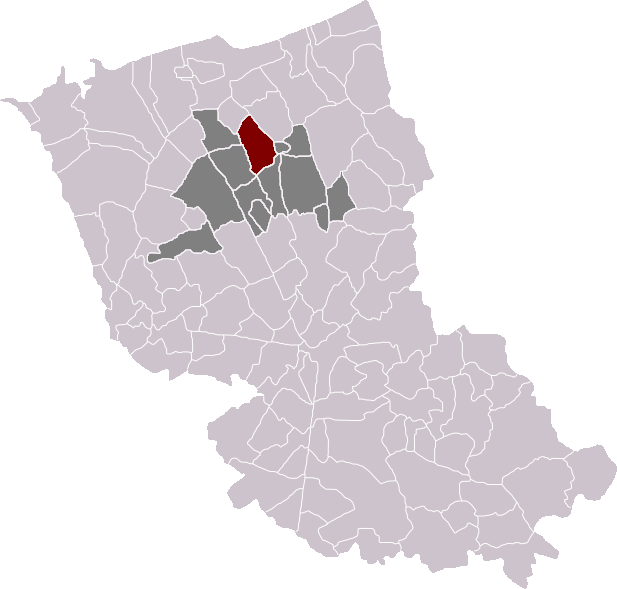
Localització de Bierne

Bierne  (en neerlandès Bieren) és un municipi francès, situat a la regió dels Alts de França, al departament del Nord, que forma part de la Westhoek. L'any 2006 tenia 1.646 habitants. Limita al nord-oest amb Cappelle-la-Grande, al nord-est amb Coudekerque-Village, a l'oest amb Armbouts-Cappel, a l'est amb Bergues, al sud-oest amb Steene, al sud amb Crochte i al sud-est amb Socx.

## Demografia
| Evolució de la població Cassini i INSEE |      |      |      |      |      |      |      |      |
| 1793                                    | 1800 | 1806 | 1821 | 1831 | 1836 | 1841 | 1846 | 1851 |
| 483                                     | 505  | 514  | 509  | 501  | 496  | 515  | 514  | 505  |

| 1856 | 1861 | 1866 | 1872 | 1876 | 1881 | 1886 | 1891 | 1896 |
| ---- | ---- | ---- | ---- | ---- | ---- | ---- | ---- | ---- |
| 493  | 492  | 496  | 481  | 489  | 534  | 577  | 601  | 610  |

| 1901 | 1906 | 1911 | 1921 | 1926 | 1931 | 1936 | 1946 | 1954 |
| ---- | ---- | ---- | ---- | ---- | ---- | ---- | ---- | ---- |
| 612  | 622  | 672  | 669  | 660  | 629  | 707  | 659  | 669  |

| 1962 | 1968 | 1975 | 1982  | 1990  | 1999  | 2006 | 2011 | 2016 |
| ---- | ---- | ---- | ----- | ----- | ----- | ---- | ---- | ---- |
| 649  | 676  | 663  | 1 041 | 1 621 | 1 732 | -    | -    | -    |

| 2019 | - | - | - | - | - | - | - | - |
| ---- | - | - | - | - | - | - | - | - |
| -    | - | - | - | - | - | - | - | - |

## Administració
| Període   | Identitat              | Partit |
| --------- | ---------------------- | ------ |
| 2001-2008 | Jean-Pierre Vercruysse |        |
| 2008-     | Johann Guillemain      |        |